# ラグナート・ムルム
ラグナート・ムルム
（1905年5月5日-
1982年2月1日）

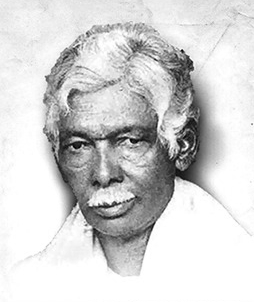
肖像画

は、パンディットであり、サンタル語で使用されるオル・チキ文字の考案者である。

歌や戯曲の本だけでなく
、学校教科書もオル・チキ文字で執筆した。

## 生い立ち
1905年5月5日、マユールバンジ県ダンドボーズ村に生まれる。
父ナンドラル・ムルムは村長、父方のおじはRaja Pratap Chandra Bhanjdeoの宮廷でムンシとして仕えた。

## 栄典
旧マユールバンジ州のアディヴァシ・マハーサバーより、「偉大なる教師」を意味する”Guru Gomke”の称号を贈られた。

ムルムの誕生日である5月5日は、オリッサ州州首相により2016年にoptional holidayとして宣言され、州文化省の管轄で毎年ムルムによるオル・チキ文字の考案を祝福する日となっている。